# Samacá (ort)
Samacá är en ort i Colombia.   Den ligger i departementet Boyacá, i den centrala delen av landet, 120 km nordost om huvudstaden Bogotá. Samacá ligger 2 601 meter över havet och antalet invånare är 3 689.
Terrängen runt Samacá är huvudsakligen kuperad. Samacá ligger nere i en dal. Runt Samacá är det tätbefolkat, med 511 invånare per kvadratkilometer. Närmaste större samhälle är Tunja, 13,8 km öster om Samacá. Trakten runt Samacá består i huvudsak av gräsmarker.